# سکمکم
سکمکم (به عربی: سکمکم) یک منطقهٔ مسکونی در امارات متحده عربی است که در فجیره واقع شده‌است. سکمکم ۱۳۱ متر بالاتر از سطح دریا واقع شده‌است.